# ヤマトよ永遠に REBEL3199
『ヤマトよ永遠に REBEL3199』（ヤマトよとわに レベルさんいちきゅうきゅう）は、日本のアニメ作品。宇宙戦艦ヤマトシリーズのアニメ作品の1つである。

## 概要
アニメ『宇宙戦艦ヤマト2199』から始まったリメイク版アニメシリーズの第4作であり、『宇宙戦艦ヤマト2205 新たなる旅立ち』の続編。
原作シリーズの劇場アニメ映画『ヤマトよ永遠に』とテレビアニメ『宇宙戦艦ヤマトIII』をベースとして、新たな物語に構成し直されている。
2022年1月19日に制作発表された。全26話の予定で、キャッチコピーは「未来を、変えろ。敵は……宇宙戦艦ヤマト。」。全七章での全国劇場上映を予定している。「第一章 黒の侵略」は2024年7月19日より上映。「第二章 赤日の出撃」が2024年11月22日より上映された。「第三章 群青のアステロイド」が2025年4月11日より上映され、同日「第四章 水色の乙女(サーシャ)」が2025年10月10日より上映されることが発表された。
音楽は宮川泰による原作シリーズの楽曲と過去のリメイクシリーズから引き続きの参加となる宮川彬良に加えて、新たに兼松衆が参加している。
製作中の2024年11月18日に原作シリーズで音響効果を手がけ、リメイクシリーズでは「オリジナルサウンドエフェクト」として参加していた柏原満が逝去。本作の第一章は柏原の存命中に公開された最後のシリーズ作品となった。

## ストーリー
西暦2205年に勃発した「イスカンダル事変」から帰還したヤマトを旗艦とする第65護衛隊に待っていたのは、賞賛と処罰であった。デザリアムからガミラスの移民を守った功績については、ヤマトの歴戦の勝利を讃えて参戦章を叙勲することとなったが、関係者には命令違反に対する処罰として、職務の解任と配置転換が待っていた。ヤマトも、第一線から退かせて予備役艦隊に編入し、廃艦扱いで各種テストのための実証基盤となった。そのヤマトには、デザリアムを危惧する真田の姿があった。
地球と同盟関係にあるガミラスは、新たな母星ガルマン星で国家再建の道を模索することとなった。ガミラスに植民地を奪われる形になったボラー連邦は、その同盟国である地球へ干渉を強め、領海侵犯を繰り返すようになった。そのため、地球は未だに残るガミラス戦役からガトランティス戦役と続いた戦争の傷跡からの復興に努める一方、ボラー連邦に対する軍の再編が急務となっていった。
時は流れ、西暦2207年。宇宙の彼方から謎の巨大物体「グランドリバース」が突如出現し、遭遇した軍事勢力を無力化しつつ太陽系に侵攻した。地球防衛軍の善戦も虚しく、グランドリバースが地球の新首都に降下すると、そこから出現したデザリアムの降下部隊により、瞬く間に首都は制圧されていく。更にはデザリアムとの接触を持った内通者による事実上のクーデターも発生する中、イスカンダル事変の終結後にさまざまな理由で解散していた旧ヤマト艦隊クルーには、極秘指令「ヤマトへ集結せよ!!」が下る。

## 主要な登場キャラクター

### 主要人物
古代 進（こだい すすむ）
声 - 小野大輔
前作の「イスカンダル事変」の際、政府の方針に従わずスターシャの救援に赴いた責任を終結後に問われ、第65護衛隊の再編に伴ってヤマト艦長職を解任され、本作開始時点では土星修復計画の監察官として銀河に派遣されている。
デザリアムの地球侵攻に伴い、地球を脱出してヤマトに合流するが、森雪を地球に置き去りにしてしまったことで精神が不安定になる。その為、任務不適格とみなされてヤマトから退艦を命じられるが、サーシャを狙って執拗に攻めてくる戦艦グロデーズからサーシャを守るため、戻ってくる。しかし、艦長、及び戦術長への復帰は認められず、航空隊へ配属される。
森 雪（もり ゆき）
声 - 桑島法子
第65護衛隊の再編に伴い、補給母艦アスカ艦長職を解任。本作開始時点では地球連邦防衛軍本部付幕僚となっている。
デザリアムの地球侵攻に伴い、古代達と地球脱出を図るが、後一歩のところで負傷し取り残される。その後、アルフォンの邸宅に軟禁されることになり、彼女もデザリアムの情報を手に入れるため自分の意思で留まっている。
サーシャ・イスカンダル・古代 / 真田 澪（さなだ みお）
声 - 潘めぐみ
スターシャと古代守の遺児。デザリアムが求めるイスカンダルの欠片とされており、デザリアムから匿うため真田志郎の姪という名目でヤマトにて養育されている。
アルフォン
声 - 古川慎
デザリアム軍の情報部将校。地球2207進駐軍の極東地区担当で、イスカンダルの欠片を捜索する密命を帯びている。
地球に取り残された森雪を軟禁して情報を探る傍ら、戦艦グロデーズに搭載されたスペアの肉体を使ってヤマトを追い詰める。

### 地球連邦

#### 宇宙戦艦ヤマト
山南 修（やまなみ おさむ）
声 - 江原正士
長官直轄特別任務隊司令。藤堂平九郎が進める対デザリアム作戦「オペレーションDAD」のため、イカルス天文台にてヤマトの秘匿と改装を行い、将来の危機に備えていた。
真田 志郎（さなだ しろう）
声 - 大塚芳忠
第65護衛隊の再編に伴い、戦闘空母ヒュウガ艦長職を解任された。消息不明とされていたが、オペレーションDADのため、山南らとともにヤマトの改装を行っていた。ヤマト発進後は前々作まで担っていた技術長に再任する。
島 大介（しま だいすけ）
声 - 鈴村健一
第65護衛隊の再編に伴いヤマト副長職を解任され、徳川太助、林繁と共に地球連邦空軍へ出向。空軍が開発した無人艦隊の要であるコマンド艦「グラディエーター」の艦長となっている。
デザリアム侵攻に際して迎撃を行うが、地球側の内通者の謀略によって無人艦隊が壊滅してしまい、その後古代達と地球を脱出してヤマトに合流し、ヤマト航海長に再任する。
土門 竜介（どもん りゅうすけ）
声 - 畠中祐
前作の準主人公。本作では正式に任官し、補給母艦アスカの戦術長となっている。第5話でヤマト戦術長に任命される。
揚羽 武（あげは たけし）
声 - 上村祐翔
三等宙尉。土門ら宇宙防衛大学第38期生の同期生で、巨大企業・揚羽コンツェルンの御曹司。
防大史上最高のハイスコアで飛行科トップを駆け抜けた天才児で、模擬空戦では同期の坂本茂に1ポイントも取らせず9戦9勝するなど数多くの伝説を打ち立てたが、2年前に防大を中途退学し、土門たちの前から姿を消した。現在は諸事情によりヤマト航空隊に所属している。

#### 地球連邦防衛軍関係者
北野 誠也（きたの せいや）
声 - 鳥海浩輔
補給母艦アスカ第2代艦長。二等宙佐。前作でヤマト戦術長を務めた北野哲也の兄。
ガミラス戦役当時はヤマト計画の候補者だったが、火星沖海戦で重傷を負い、任を外れていた。治療を経て職務へ復帰した後には、宇宙防衛大学の教官として第38期生などの育成にあたっていたが、藤堂平九郎の要請を受けてデザリアム対抗策の要として前線に復帰し、アスカ艦長に就任した。
藤堂 平九郎（とうどう へいくろう）
声 - 小島敏彦
地球連邦防衛軍統括司令長官。
真田から得たデザリアムに関する情報をきっかけに、副長官の芹沢虎鉄とともにオペレーションDADを策定する。しかし、妹の信乃などを首魁とした軍内部の造反によって、デザリアム軍を引き込む外患誘致によるクーデターを起こされることになる。
デザリアムの地球掌握後は協調の姿勢を見せながらも、背後で腹心の星名透を動かしパルチザンを組織する。
藤堂 早紀（とうどう さき）
声 - 高垣彩陽
波動実験艦銀河の艦長。三等宙佐。藤堂平九郎の一人娘。
藤堂 信乃（とうどう しの）
声 - 塩田朋子
地球連邦防衛軍情報局長。藤堂平九郎の妹。
防衛軍情報部のトップ。軍内部の造反者の首魁で、自らの信念の元、政財界の要人と連携してデザリアムの地球制圧部隊を引き込む外患誘致によるクーデターを引き起こす。
南部 康雄（なんぶ やすお）
声 - 赤羽根健治
第21航空群基地運用第1課。一等宙尉。
アスカ副長を解任され、地上基地勤務となっている。相原義一、太田健二郎とともに政財界のデザリアム内通者の調査を進めるなか、実父である康造がその中核を担っていたことを知り絶望。以前から折り合いが悪かった親子関係は断絶する。
デザリアム侵攻の際には地球脱出に失敗するが、そのまま地上でデザリアムへの反抗を密かに進める。

#### 民間人
南部 康造（なんぶ こうぞう）
声 - 松本忍
南部重工を中心とする南部財閥の総帥で、ヤマトやアンドロメダなどの地球連邦防衛軍の主要な艦船を製造してきた軍産複合体の重鎮の一人。
藤堂信乃と結託し、政財界でのデザリアムの浸透工作に従事している。息子の康雄と決別してなおそのスタンスを変えることなく、親デザリアムの姿勢を貫く。
揚羽 幹雄（あげは みきお）
声 - 里卓哉
揚羽コンツェルン会長。揚羽武の父。
政財界では多くないデザリアムと距離を置く人物で、藤堂平九郎に同調する。
加藤 翼（かとう つばさ）
声 - 高森奈津美
ヤマト元衛生士の加藤真琴と戦死した加藤三郎の一人息子。小学1年生。
亡父に恥じぬような人間になるべく、幼いながら自身を厳しく律する。その頑固さは兄貴分である島次郎も手を焼く。
香坂 芳郎（こうさか よしろう）
声 - 岩田光央
新都郊外にある「いちぎょう小学校」の教師。翼たち1年生を担任する。
デザリアムの到来により社会が揺れ動く中、多様な価値観を大切にするよう教え子たちを導く。

### デザリアム
スカルダート
声 - 内田直哉
社会集団としてのデザリアムの代表者である「聖総統」の座に就く人物。
巧みな弁舌で地球市民の支持を獲得し、デザリアムを地球政府の諮問機関として浸透させる。
サーダ
声 - 井上麻里奈
スカルダートの補佐官。
イジドール
声 - 堀江瞬
アルフォンの部下。
ランベル
声 - 江口拓也
戦艦グロデーズ艦長。アルフォンの親友でもある。
カザン
声 - 青山穣
地球2207進駐軍統括司令。各国要人との折衝役も務める。
地球防衛軍を掌握し、藤堂平九郎ら抵抗勢力にイスカンダルの欠片の明け渡しを迫る。
フルール
声 - 井坂瞳
民間技術者マクシムに養育される少女。
地球入植者の第一波として、いちぎょう小学校に編入される。
マザー・デザリアム
声 - 潘恵子
『2205』から続いて登場。全デザリアム人に指示を下せる上位的存在であり、スカルダートを聖総統に任命した。本作においてデザリアムが自らの生存のために生み出した人工知能であることが明かされた。

### ガルマン・ガミラス
アベルト・デスラー
声 - 山寺宏一
ガルマン・ガミラス国家元首。総統。
ガルマン・ガミラスの勢力基盤を堅固にするべく、残存するガミラス勢力を結集させる。
ローレン・バレル
声 - てらそままさき
ガルマン・ガミラス地球大使。
共通の敵であるデザリアムに対処するため、オペレーションDAD関係者を支援する。
キール・キーリング
声 - 水島大宙
本星防衛遊撃艦隊司令。ガルマン人。
軍務経験を持たないものの、ガルマン人とガミラス人の融和を企図したデスラーにより艦隊司令に任命される。
ユーリ・ダゴン
声 - 赤城進
特一等航宙戦闘母艦デウスーラIII世艦長。ガミラス人。
帝星ガミラス時代よりガル・ディッツの下で辣腕を振るう古参軍人。
デザリアムに接近する地球を快く思わず、ヤマトをガミラスの敵と見なす。

### ボラー連邦
ベルム・フォン・ベムラーゼ
ボラー連邦最高管理委員長。ボラーを帝政から現在の連邦国家体制へと変革した人物であり、権力の頂点に座している。
リュドミ・ダーリヤ
声 - 沢海陽子
ベムラーゼの副官を務める一等書記官。口数の少ないベムラーゼに代わって、彼の意思を汲みとり部下に指示を出す。
ヴィルキ・ボローズ
声 - 滝知史
元ガルマン星総督。前作におけるガルマン星失陥の責任を問われ、秘書官であるチェフ・レバルスともども失脚。現在は辺境巡視艦隊584の政治将校となっている。
ガルマン・ガミラスとその同盟国である地球を恨み酒浸りの日々を送るなか、デザリアムのグランドリバースに遭遇する。
ジェルバ・グダン
声 - 稲田徹
辺境巡視艦隊584の旗艦であるガノンダ型航宙母艦「ラブロコフ」艦長。
数多くの戦いを生き抜いた歴戦の軍人で、その経験により余計なことは言わずに腹の底にしまい込む術を心得ている。

## 登場メカ

### 地球連邦防衛軍
宇宙戦艦ヤマト
「イスカンダル事変」後、第一線から退かされて予備役艦隊に編入され、廃艦扱いで各種テストのための実証基盤として運用されている。
地球の戦艦として唯一、ガミラス、ガトランティス、デザリアムという異なる三つの相手との戦いで多大な戦果を挙げ無事帰還したことを記念し参戦章の叙勲が決定。主砲・副砲各砲身先端へ三本の線が施され、船体各部へ勲章をモチーフとした錨マークを与えられた。
波動実験艦 銀河
『2202』で初登場した、ヤマトから移設したコスモリバースシステムを搭載した研究艦。
西暦2207年現在は月の再建作業を終え、旧土星軌道上で土星修復船団の中核として、土星修復作業を行っている。
アンドロメダ級宇宙戦艦
『2202』時代の波動砲艦隊構想時に建造された宇宙戦艦。ガトランティス戦役における初期の有人型前衛武装宇宙艦の残存艦を改修した戦艦である。
なお、第4次防衛計画に基づく地球連邦宇宙海軍の再編により、艦種は波動砲艦隊構想時の「前衛武装宇宙艦」から国連宇宙海軍時代からある「宇宙戦艦」に変更された。また、数隻が「艦隊指揮艦」として整備されつつある。
AAA-02 アルデバラン
2番艦。第28護衛隊旗艦。オペレーションDADに参加する。
AAA-21 アルフェラッツ
21番艦。第11護衛隊旗艦。第十一番惑星でガトランティス・ベルトの監視を行っている。

アスカ級補給母艦
波動防壁弾［四式波動防壁展開弾］の運用試験艦として計画されたドレッドノート改級補給母艦「アスカ」をネームシップとする補給母艦/強襲揚陸艦。補給母艦型を基本としているが、量産に際してアスカに試験的に盛り込まれていた強襲揚陸艦機能を主体としたタイプも建造された。
識別番号は、奇数番号が補給母艦型、偶数番号が強襲揚陸艦型として割り振られている。
DAOE-01 アスカ
1番艦。補給母艦型。コスモハウンドを格納していた40メートル級の航宙機や宇宙艇を艦載できる格納スペースを持つのはアスカのみで、以降の量産型では廃止されている。

ヒュウガ級戦闘母艦
軽空母として計画されたドレッドノート改級戦闘母艦「ヒュウガ」をネームシップとする宇宙空母。ボラー連邦による領海侵犯が頻発する現状を鑑みて、2番艦以降の建造が開始されている。
DCV-01 ヒュウガ
1番艦。本作では解任された真田に代わり、ヒュウガ航空隊隊長だった篠原弘樹が艦長に昇進している。

無人艦隊コマンド艦 グラディエーター / 無人艦隊迎撃艦 エイジャックス
それぞれ旧作で「無人艦隊大型艦」「無人艦隊小型艦」と称されていた艦種。
地球連邦空軍が各惑星の防空戦力として構想し、宇宙軍より出向してきた島大介の熟練した操艦技術をベースに独自開発した「制限型自律防空システム（通称『無人艦隊』）」を構成する。有人艦であるグラディエーターが旗艦として無人艦であるエイジャックスを操艦・制御する。
制限型自律防空システムは空軍戦力との連携を構想しているため、惑星大気圏内での運用は想定されていない。運用に際しては戦闘機的な一撃離脱戦法を想定しているため、いずれも宇宙海軍の艦艇を凌ぐ高い機動性や運動性を有する艦として開発・建造された。
グラディエーターは有人艦だが操艦機能はすべて艦橋部に集約されており、極少人数での運用が可能となっている。エイジャックスには「ひよどり」のコードネームが与えられている。
試製次元潜航艇 コスモハウンド
『2205』に登場した、亜空間潜航能力を有する特殊艇。アスカに搭載され試験データの収集が行われていたが、オペレーションDADの発動とクルーの地球脱出に伴いヤマトに移送される。
5式中型輸送艇
コスモハウンドのベースとなった40m級輸送機。ガンシップ型、連邦大統領の搭乗するエアフォースワンなどのバリエーションが存在する。

1式空間戦闘攻撃機 コスモタイガーII
各種宇宙艦船で運用される宇宙戦闘機。古代の乗機となるアスカ艦載機は垂直尾翼に赤い塗装が施されており、旧作シリーズにおける新コスモゼロの役割を担う。

### デザリアム軍
グランドリバース
デザリアムが地球侵攻に際して用いた巨大移動要塞。降着形態で全高1,800メートルを誇り、地球制圧作戦に加えてデザリアムが実施する「歴史修正計画」の司令基地となっている。
その正体はイスカンダルのコスモリバースシステムの模造品とされ、技術レベルの問題から現状では不完全コピーとなっており、その機能を完全にするために「イスカンダルの欠片」が必要とされている。また、旧作における重核子爆弾の役割も担っている。
自動惑星ゴルバ
前作でマゼラン派遣軍の中核を成した巨大移動要塞。本作ではデザリアムの地球制圧作戦に際して6基がグランドリバースと共に派遣され、地球の衛星軌道上に等間隔に地球を包囲する形で展開されている。
展開した6基はいずれも表面の文様の色彩が異なっており、それぞれ「サトゥ（薄黄色）」「ドゥア（濃青）」「ティガ（赤紫）」「ウンパッド（ピンク）」「リマ（黄緑）」「エナム（赤）」の名称が与えられている。
プレアデス改級攻勢型戦艦 ガリアデス
前作に登場したグレート・プレアデスの同型艦で、進駐軍の統括司令であるカザンが乗艦する。
プレアデス級攻勢型戦艦 / ヒアデス級護衛艦
デザリアム艦隊の構成艦。本作ではいずれも地球制圧作戦に臨むデザリアム艦隊に配備されている。
タイゲタ級大型輸送艦
兵器や物資・人員輸送に使用される全長1,000メートルの大型輸送艦。次元潜航能力を持ち、掃討三脚戦車ガバリアや殲滅多脚戦車ガーム・ビゥなどの地上制圧用の兵器を輸送した。また、船体には地球への第一次移住を行うデザリアム人の居住区が設けられている。
グロデーズ級殲滅型戦艦グロデーズ
『2205』でガミラスや第65護衛隊と交戦した際の戦闘データを参考にして、マザー・デザリアムの指示で開発・建造されたデザリアムの最新鋭戦艦。特に『2205』時のヤマトを参考としており、無限ベータ砲といった新装備を含む充実した兵装に加えてプレアデス改級を凌駕する優れた機動性を有している。
また、新たに立案されたデザリアム軍の艦隊運用計画の試験艦としての側面も有しており、艦隊旗艦としての優れた指揮機能の他、ゴルバと同等の位相変換装甲や亜空間キャプチャーフィールドも備えるなど、小型のゴルバともいうべき機能も盛り込まれている。
襲撃戦闘機カタピラス 惑星制圧仕様
『2205』にも登場したデザリアムの主力戦闘機である要撃戦闘機カタピラスを、デザリアムの地球制圧作戦に際して改装したもの。ガバリアやガーム・ビゥ同様の触覚型ビーム砲を追加装備している。
掃討三脚戦車ガバリア
全高54メートルからの大型ビーム砲により、地上施設を掃討する巨大戦車。
殲滅多脚戦車ガーム・ビゥ
『2205』にも登場した、殲滅を目的とした全高6.5メートルの対人制圧用戦車。本作にて名前が設定された。

### ガルマン・ガミラス軍
特一等航宙戦闘母艦デウスーラIII世
『2205』におけるデスラーの座乗艦。現在は総統座乗艦の任を解かれ、遊撃艦隊の旗艦として運用されている。
ゼランダル級攻撃型次元潜航艦
UX-01の後継艦となる新型の次元潜航艦。

### ボラー連邦軍
ガノンダ型航宙母艦
ボラー艦隊の空母で、旗艦を務めることが多い。
ラブロコフ
7隻から成る辺境巡視艦隊584の旗艦。艦長はジェルバ・グダン。

クロトガ型標準戦艦 / アマンガ型ミサイル戦艦
ボラー艦隊の主力艦。『2205』ではガノンダ型含めいずれも仮称で登場しており、本作で艦級名や詳細な設定が明らかになった。

## 登場勢力・登場天体
地球連邦
二度の戦争での人口減少による経済停滞や頻発する大国ボラー連邦からの領海侵犯など、先行きに大きな不安を抱えており、そこに付け入る形でデザリアムからの接触を受けた軍や政財界の要人達から多数の造反者が発生し、デザリアムを引き込む外患誘致を引き起こす。その後、デザリアムが地球の世論までも味方につけたことで、地球政府は彼らを「友好国」として受け入れざるを得なくなるが、実質的には傀儡状態にされてしまっている。
一方で、デザリアムの地球侵攻や上記造反の可能性を予期して、藤堂平九郎によりオペレーションDADという非公式作戦の準備が進められており、現在も一部の有志がデザリアムへの密かな反抗を続けている。
デザリアム
前作でガミラス本星を破壊し、イスカンダル星を本拠地に輸送しようとした謎の勢力。本作ではグランドリバースを中核とする地球侵攻部隊「地球2207進駐軍」を送り込む。
スカルダートの語ったところによると、その正体は約1000年後の地球人であり、滅びに瀕した故郷を救うために、歴史修正を行うべくこの時代にやって来たという。地球人に対して敵ではないと宣言し、協調を呼びかけ、地球政府の特別諮問機関としての立場を確立する。その後、歴史修正の要となるグランドリバースを完全にするため、「イスカンダルの欠片」の捜索を行う。
ガルマン・ガミラス
前作でガミラスがボラー連邦からガルマン星を奪取した後、西暦2206年に建国が宣言された新国家。
地球とは引き続き同盟関係にあり、地球在住ガミラス人をガルマン星へ移住させる際の中継となる待機都市「第三バレラス」を月面の租借地に建造している。
ボラー連邦
銀河系の一翼に広がる巨大な星間国家。時空結節点のある銀河系中心部も連邦の勢力下にある。
ガルマン・ガミラスとの武力衝突が本格化しており、同盟関係にある地球に対しても干渉を強めている。

## 用語
オペレーションDAD（オペレーション ダッド）
将来的に起こり得るデザリアムの地球侵攻に備えて、藤堂平九郎ら軍の極一部で密かに進められた非公式作戦。DADは「ディフェンス・アゲンスト・デザリアム」の略。
第1段階として地球侵攻そのものを阻止する作戦が建てられたが、これはデザリアムの戦力と内通者の存在が想定以上であったため失敗。第2段階として元ヤマト艦隊クルーを地球から脱出させ、地球最後の希望であるヤマトに合流させる作戦に移行した。これもデザリアムの妨害を受けるも、古代を始めとする一部は地球を脱出してヤマトへの合流に成功する。
藤堂平九郎曰く「まだ終わっていない」とのことで、以降はヤマトはデザリアムが語った歴史の真偽を確かめるべく時空結節点への航海、地球残存メンバーはデザリアムの浸透活動を遅延させる抵抗組織を編成している。
イスカンダルの欠片
前作でイスカンダル星の確保に失敗したデザリアムが、代わりとして求める存在。1つはイスカンダル純正の波動コアを搭載し、なおかつ『2199』でコスモリバースシステムの依り代になったヤマト、もう1つはイスカンダルの管理者たるスターシャ女王のエレメントを受け継いだ生命であるサーシャである。
ウラリアの魔女
ボラー連邦で伝説となっている存在。魔女の住処とされる銀河の中心では赤い発光現象が観測されており、ボローズは「宇宙を凍てつかせる魔女の吐息」として恐れている。
劇中ではデザリアムが兵器を使用する際に酷似する光を発する（グランドリバースが重核子爆弾として機能した時や、グロデーズが無限ベータ砲を発射した時）。
時空結節点
デザリアムがこの時代にやって来るのに使用したという、約1000年の時を隔てた宇宙同士を繋ぐ時空の穴。未来の旧土星宙域と、現代の銀河系中心部をつないでいるとされる。
空間裂傷
デザリアムが語った歴史において、西暦2798年に起こったとされる大災害。ガトランティス戦役において波動砲が多用された結果、旧土星宙域にて発生した空間の裂け目から噴き出した未知の物質が津波のように押し寄せ、地球を始めとする太陽系の各惑星に甚大な被害をもたらした。空間の裂け目は現在も刻一刻と広がっているとされる。
大喪失
前作第5話でメルダーズも口にしていた事象で、本作において空間裂傷で地球が半壊したことによって記録の大半が喪失したことと明かされる。

## スタッフ
- 原作：西﨑義展
- 製作総指揮・著作総監修：西﨑彰司
- 総監督：福井晴敏
- 監督：ヤマトナオミチ
- シリーズ構成・脚本：福井晴敏
- 脚本：岡秀樹
- キャラクターデザイン：結城信輝
- メカニカルデザイン：玉盛順一朗・石津泰志・明貴美加
- CGプロデューサー：後藤浩幸
- CGディレクター：上地正祐
- 音楽：宮川彬良・兼松衆 / 宮川泰
- 音響監督：吉田知弘
- オリジナルサウンドエフェクト：柏原満
- アニメーション制作：studio MOTHER
- アニメーション制作協力：サテライト、YANCHESTER
- 配給：松竹ODS事業室
- 製作：宇宙戦艦ヤマト3199製作委員会

## 主題歌・挿入歌
オープニングテーマ
「宇宙戦艦ヤマト」（第二章 - / 第2話 - ）
作詞 - 阿久悠 / 作曲・編曲 - 宮川泰 / 歌 - ささきいさお
第一章では劇場上映では未使用で、BD・DVDの各話オープニングとして使用される。

エンディングテーマ
「銀河伝説」（第一章 / 第1 - 2話）
作詞 - 阿久悠 / 作曲 - 宮川泰 / 編曲 - 川口真 / 歌 - 岩崎宏美
元は『ヤマトよ永遠に』で本編後の黒味（暗転時）に流された歌曲。
「Reach for the Star」（第二章 / 第3 - 6話）
作詞 - 小野大輔 / 作曲・編曲 - 渡辺拓也 / 歌 - 小野大輔
第6話の本編ラストでも使用される。劇場上映および配信ではフルバージョンが本編とエンディングを通して使用されるが、BD・DVDでは本編部分とエンディング部分は互いに独立しており、どちらもショートバージョンが使用されている（エンディング部分は第3 - 5話と同じ）。
「ユーレカ」（第三章）
作詞 - 唐沢美帆 / 作曲 - 高尾奏之介 / 編曲 - 兼松衆 / 歌 - TRUE

挿入歌
「ふるさと」（第一章、第二章、第三章 / 第2話、第5話、第8話）
作詞 - 高野辰之 / 作曲 - 岡野貞一
度々劇中歌として使用される。
第2話ラストでは謎の歌声として流れる。歌い手は明記されていないが、キャストクレジットにて「少女の声」として井坂瞳（フルールの声優と同じ）の表記が見られる。
その後、第5話にて地球人の女性歌手が、第8話にて神崎恵とデザリアム人一同が歌っている。

## エピソードリスト
| # | タイトル                                        | 絵コンテ       | 演出                     | 総作画監督                                                | 作画監督                                                                                             |
| --- | ----------------------------------------------- | -------------- | ------------------------ | --------------------------------------------------------- | --- |
| 第1話 | 秘密作戦発動！ ヤマトへ向かえ!!                 | ヤマトナオミチ | なかの☆陽                | 前田明寿                                                  | 坂﨑忠、藤澤俊幸、小林千鶴、前田明寿                                                                 |
| 西暦2207年10月。解散したヤマト艦隊のクルーは各々別の場所で働いており、古代進も土星修復艦隊の監察官としての波動実験艦銀河に乗艦していた。そんな中、デザリアムの飛行物体「グランドリバース」が太陽系に侵入。防衛司令部は「オペレーションDAD」を発動して迎撃を試みるが、グランドリバースは幾重もの防衛網を突破して地球へと着陸する。それに伴い、オペレーションDADは次の段階へと移行。「ヤマトへ集結せよ」というメッセージとともに、元ヤマト艦隊クルーをヤマトへと輸送するという極秘指令が発せられた。                                                                       |                                                 |                |                          |                                                           | |
| 第2話 | 静かなる侵略・銀河よ武器をとれ！                | ヤマトナオミチ | 小橋陽介、ヤマトナオミチ | 依田正彦、前田明寿                                        | 依田正彦、石川慎吾、百代、前田明寿、陳力浩 （サテライト）倉川栄揚 （YANCHESTER）原将治、久利弘志     |
| 指令に従い、銀河・アスカ・ヒュウガの3隻は地上にいるクルーの回収任務を開始する。しかし、地上では戦闘が開始され、内通者の存在もあって満足に対応できない地球側は軍の施設を次々と破壊・制圧されていき、ヒュウガも敵に拿捕されてしまう。地上へ降下した古代は、雪と再会。合流した他のメンバーと共に脱出を試みるが、雪が負傷して取り残されてしまった。その後、銀河の決死の行動により、古代達を乗せたアスカは地球圏を離脱する。 |                                                 |                |                          |                                                           | |
| 第3話 | 衝撃！ デザリアム暗黒の千年史                   | 二瓶勇一       | 又野弘道                 | 藤澤俊幸、前田明寿                                        | 山﨑展義 （大町プロダクション）上野泰寛、洪範錫、古池ゆかり                                          |
| 目的地へ向かうアスカの艦内では、雪を失った古代が失意に暮れていた。一方地球では、一命をとりとめた雪がアルフォンの住む官舎にて目を覚ましていた。同じ頃、デザリアムの聖総統スカルダートの演説が全世界へ向けて行われ、デザリアムは千年後の地球人であり、破滅に瀕した未来を変えるため、偶然発見された「時空結節点」を通ってこの時代にやって来たのだと語られる。スカルダートの情熱的に語る姿、さらに演説の最中に領海へ侵入したボラー連邦艦隊を撃滅するという行為により、先行きに不安を抱える地球にとって希望の光になると感じた多くの地球人がデザリアム容認へと転じたのだった。 |                                                 |                |                          |                                                           | |
| 第4話 | 号砲一発!! 新・宇宙戦艦ヤマト始動               | 麻宮騎亜       | 太田彬彦                 | 依田正彦、渡部裕子、山岡信一                              | 小川智樹、小山知洋、後村武                                                                           |
| デザリアムは地球政府の特別諮問機関としての立場を確立。そして、グランドリバース完成のため「イスカンダルの欠片」たるヤマトとサーシャを狙う。目的地であるイカルス天文台に辿り着いた古代一行は、そこでヤマトと再会。山南司令や真田たちが出迎え、スターシャの忘れ形見であるサーシャとも再会する。そこへヤマトを捕獲せんと自動惑星ゴルバの一基が襲来。イカルスより発進したヤマトは、新兵器「波動カートリッジ弾」によってゴルバを破壊する。 |                                                 |                |                          |                                                           | |
| 第5話 | 激闘！ 透明戦艦を叩け!!                         | 斎藤徳明       | 大庭秀昭                 | 前田明寿                                                  | 山﨑展義、菅野智之 （大町プロダクション）古池ゆかり、上野泰寛、信実節子                              |
| 地球ではデザリアムに同調する者と反発する者がそれぞれ思惑を巡らせる中、デザリアム人の入植が開始される。一方、ヤマト艦隊はグランドリバースとの遭遇以降行方不明になっていた第11護衛隊を発見・臨検する。その結果、グランドリバースには人間の脳を初期化する「重核子爆弾」としての機能が備わっている可能性が浮上する。その最中に襲来したグロデーズを辛うじて撃退に成功した後、山南はデザリアムが語った歴史の真偽を確かめるため、彼らの母星へと向かうことを決意する。 |                                                 |                |                          |                                                           | |
| 第6話 | アルフォン潜入！ サーシャをとりもどせ!!         | ヤマトナオミチ | 飛田剛                   | 相馬満、藤澤俊幸、渡部裕子、 石本英治、前田明寿、山岡信一 | 相馬満 （NAMU Animetion）李在鎬、金益淵、趙素賢 （光の園・アニメーション）龍光、彗敏、瑞木晶、蕭宇庭 |
| アスカは第11護衛隊の傷病兵を乗せて地球へ帰還することになるが、その折に古代は精神状態の問題からヤマト艦長を解任され、アスカへと転属となってしまった。しかし、アスカがヤマトと別れて少し後、グロデーズが再びヤマトを襲撃。古代が救援に駆け付けるが、グロデーズは陽動であり、ヤマト艦内では潜入したアルフォンがサーシャを拉致していた。古代はアルフォンと対峙するも、逃走を許してしまう。古代はすぐさま第一艦橋に行き追撃を指示するも、（そもそも追跡自体困難であることもあり）既にヤマトの艦長ではない古代の言葉は無視されることとなった。                                 |                                                 |                |                          |                                                           | |
| 第7話 | 魔のオルフェ宙域・ヤマト、奇襲に賭けろ！        | 福島宏之       | 鹿島典夫                 | 倉川英揚                                                  | 元美那、朴順玉、金志殷、趙源荷                                                                       |
| ヤマトはボラー連邦の支配域を避けて時空結節点へ向かうため、一旦ガルマン星系を目指すことになる。その途上にあるオルフェ宙域において、グロデーズ艦隊が襲撃してくるが、それを予測していたヤマトは全天球レーダー室を使って敵艦を補足して反撃を開始。この機に攫われたサーシャたちの奪還を試みるが、グロデーズの撤退により失敗に終わった。その後、サーシャはグロデーズから他の艦に移され、どこかへと去っていった。 |                                                 |                |                          |                                                           | |
| 第8話 | 宇宙戦艦アリゾナ始動！ デザリアムの正体を暴け!! | なかの☆陽      | なかの☆陽                | 渡部裕子                                                  | 清山滋崇、上野泰寛、信実節子、正金寺直子、小林ゆかり 古池ゆかり、生水勇気、福原恵次                  |
| 地球において反デザリアム陣営の決起が始動する。グランドリバースに侵入した南部達は親殺しのパラドックスを挙げ、歴史が変わったならデザリアムは既に消えているはずだと彼らの主張の矛盾を突くが、デザリアムは「自分達が消えることを承知でやって来た」「消えていないのはまだ未来が変わっていないため」と弁明する。お互いが物証に乏しい水掛け論だったが、スカルダートの巧みな話術と論点のすり替えにより南部たちは劣勢になり、決起は失敗に終わってしまった。 |                                                 |                |                          |                                                           | |
| 第9話 | 引き裂かれた友情！ ヤマト、決死の亜空間突破!!   | 二瓶勇一       | 三泥無成                 | 石本英治                                                  | 石本英治                                                                                             |
| デザリアムの偽旗作戦によって地球人のガミラスへの憎しみが再燃。ガルマン・ガミラスとの関係が著しく悪化し、地球は着々と孤立させられていく。一方、ヤマトはガルマン・ガミラスの領域へ繋がる亜空間ゲートに突入するも、直前の戦闘において損傷した揚羽機が漂流してしまう。しかし、全天球レーダーを応用した精神感応で土門と揚羽の心が繋がり、揚羽機は無事合流を果たす。亜空間ゲートを抜けた先には、デウスーラIII世率いるガミラス艦隊が待機していたが、そこへ突然強力なエネルギー砲が襲い掛かった。                                                                                |                                                 |                |                          |                                                           | |
| 第10話 | デウスーラIII猛攻！ 驚異のアステロイド作戦!!    | 斎藤徳明       | ウヱノ史博               | 前田明寿、依田正彦                                        | 元美那、朴順玉、金志殷、趙源荷                                                                       |
| グロデーズの無限ベータ砲による被害を受けたガミラス艦隊は、これをヤマトからの攻撃と判断。ヤマトとガミラスの戦闘が勃発した。ヤマトはコスモハウンドとの連携によりデウスーラIII世の動きを封じることに成功。その際に事故でコスモハウンドが亜空間を漂流してしまうが、その機内でこれまで蟠りがあった土門と揚羽は和解を果たし、直後にガルマン・ガミラスの次元潜航艦に発見・救出される。戦闘終了後、ヤマトはデスラーの希望でガルマン星へ立ち寄ることになる。ガルマン星で待つデスラーの傍らには成長したサーシャの姿があった。                                                      |                                                 |                |                          |                                                           | |

## 特別上映
『2199』『2202』と同様、全26話を全七章に分けて劇場上映予定。上映館数は第一章時点で全70館と過去最多（それまでの最多は『2205』の36館）であり、さらにシリーズ初となる47都道府県全てでの公開となっている。
また、過去作同様に配信も行われているが、『2202』『2205』とは異なり劇場公開と同日ではなく、劇場上映期間終了後の配信開始となっている。
| 章題                             | 話数            | 封切日        |
| -------------------------------- | --------------- | ------------- |
| 第一章「黒の侵略」               | 第1話 - 第2話   | 2024年7月19日 |
| 第二章「赤日の出撃」             | 第3話 - 第6話   | 011月22日     |
| 第三章「群青のアステロイド」     | 第7話 - 第10話  | 2025年4月11日 |
| 第四章「水色の乙女（サーシャ）」 | 第11話 - 第14話 | 010月10日予定 |

## BD / DVD
バンダイナムコフィルムワークスから、エモーションのレーベルで販売。過去作と同様、一般発売の前に特別上映劇場においてBDが先行販売される。
| 巻 | 発売日             | 発売日             | 収録話          | 品番         | 品番      | 品番      |
| 巻 | 劇場先行           | 一般               | 収録話          | BD特別限定版 | BD        | DVD       |
| -- | ------------------ | ------------------ | --------------- | ------------ | --------- | --------- |
| 1  | 2024年7月19日      | 2024年10月30日     | 第1話 - 第2話   | BCXB-1934    | BCXA-1934 | BCBA-5168 |
| 2  | 2024年11月22日     | 2025年1月29日      | 第3話 - 第6話   | BCXB-1935    | BCXA-1935 | BCBA-5169 |
| 3  | 2025年 4月11日     | 2025年6月25日      | 第7話 - 第10話  | BCXB-1936    | BCXA-1936 | BCBA-5170 |
| 4  | 2025年10月10日予定 | 2025年12月24日予定 | 第11話 - 第14話 |              |           |           |